# 弗里德里希·克虏伯日耳曼尼亚船厂
弗里德里希·克虏伯日耳曼尼亚船厂（德語：Friedrich Krupp Germaniawerft）位于德国基尔港口，是第一次世界大战期间德意志帝国海军和第二次世界大战期间纳粹德国海军最大和最重要的U型潜艇建造者之一。

## 历史
1867年，劳埃德·福斯特在基尔附近建立北德意志造船厂，生产军舰和商船。1876年，船厂为德皇威廉二世建造了霍亨索伦号游艇。
1879年，船厂破产，被出售给梅尔基施-西里西亚工程与冶金公司，后者自1822年起在柏林生产蒸汽机。不久，公司也陷入困境。于是1882年底，日耳曼尼亚造船与工程公司成立。
新公司在鱼雷艇建造方面有很高的声誉。然后随着财务问题的出现，1896年8月底，对造船很感兴趣的克虏伯收购了它。1898年至1902年间，公司面积扩大了一倍。1902年，公司更名为弗里德里希·克虏伯日耳曼尼亚船厂。
1908年，船厂为古斯塔夫·克虏伯·冯·波伦-哈尔巴赫建造了一艘双桅纵帆船日耳曼尼亚号。第一次世界大战前，船厂为德意志帝国海军建造了大量战列舰，包括波森号战列舰、摄政王卢伊特波尔德号战列舰、王储号战列舰和萨克森号战列舰。一战期间，船厂共生产了84艘U型潜艇。
第二次世界大战期间，由于领近基尔的海军基地，船厂成为纳粹德国海军最重要的供应商之一，共建造了131艘U型潜艇（包括II级、VII级、XB级、XIV级、XVII级和XXIII级）。1944年，船厂有超过1万名员工，其中约百分之十一的人为强制劳动。
1945年4月26日，船厂建造的最后一艘U型潜艇下水，还没有进入服役，战争就结束了。船厂建造的最著名的U型潜艇可能是U-47号和U-96号。前者于1939年在京特·普里恩的指挥下击沉皇家橡树号战列舰，而后者是洛塔尔-京特·布赫海姆的小说《从海底出发》的基础。
战后，残存的船厂成为盟军首批拆除的建筑。基尔市民强烈抗议，但盟军未予理睬。1960年底，原址土地被霍瓦尔特-德意志船厂收购，一座潜艇生产厂建立。

## 建造的部分军舰

### 战列舰
- 沃尔特号战列舰（1890年）
- 大威廉皇帝号战列舰（1898年）
- 策林根号战列舰（1899年）
- 不伦瑞克号战列舰（1901年）
- 黑森号战列舰（1902年）
- 德国号战列舰（1904年）
- 波森号战列舰（1907年）
- 摄政王卢伊特波尔德号战列舰（1910年）
- 皇储号战列舰（1911年）
- 萨克森号战列舰（1914年）

### 巡洋舰
- 奥古斯塔皇后号防护巡洋舰（1892年）
- 卡尔斯鲁厄轻巡洋舰（1912年）
- 欧根亲王号重巡洋舰（1936年）

### 潜艇
- 鳟鱼号潜艇（俄罗斯帝国海军）
- 鲤鱼级潜艇（俄罗斯帝国海军）
- A级潜艇（皇家挪威海军）
- U-3级潜艇（奥匈帝国海军）
- U-1号潜艇
- U-5号潜艇
- U-16号潜艇
- U-23号潜艇
- U-31号潜艇
- U-51号潜艇
- U-63号潜艇
- U-66号潜艇
- U-139号潜艇
- U-142号潜艇

### 鱼雷艇
- G37号鱼雷艇
- G38号鱼雷艇
- G39号鱼雷艇
- G40号鱼雷艇
- G41号鱼雷艇
- G42号鱼雷艇
- G85号鱼雷艇

### 布雷艇
- 努斯雷特号布雷艇